# Gada Garin Gjadi
Gada Garin Gjadi (auch: Gada, Koutchika) ist ein Weiler in der Landgemeinde Dogo in Niger.

## Geographie

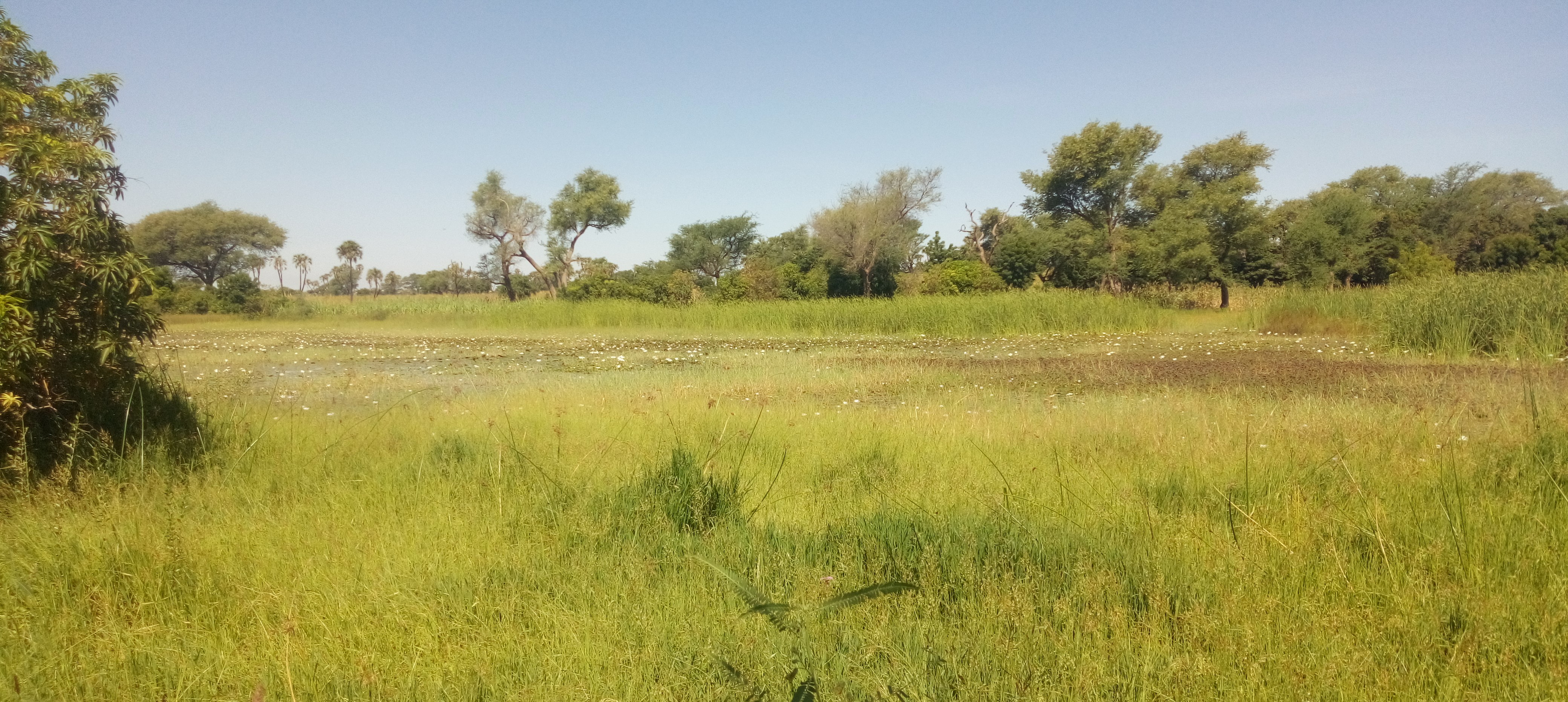
Das Trockental Korama bei Gada Garin Gjadi (2021)

Der Weiler liegt am Ufer des Trockentals Korama. Er befindet sich rund zwölf Kilometer südwestlich des Hauptorts Dogo der gleichnamigen Landgemeinde, die zum Departement Mirriah in der Region Zinder gehört. Zu den Siedlungen in der näheren Umgebung von Gada Garin Gjadi zählen Gojo Gojo im Nordwesten, Garaké im Südosten und Korama im Westen.
Es herrscht das Klima der Sahelzone vor, mit einer durchschnittlichen jährlichen Niederschlagsmenge zwischen 300 und 400 mm.

## Geschichte
Der staatliche Stromversorger NIGELEC elektrifizierte die Siedlung im Jahr 2013.

## Bevölkerung
Bei der Volkszählung 2012 hatte Gada Garin Gjadi 853 Einwohner, die in 103 Haushalten lebten.

## Wirtschaft und Infrastruktur
Bei Gada Garin Gjadi wird regenabhängiger Reisanbau betrieben. Im Ort wird ein Wochenmarkt abgehalten. Der Markttag ist Montag. Der CEG Gada ist eine allgemein bildende Schule der Sekundarstufe des Typs Collège d’Enseignement Général (CEG). Die 980,9 Kilometer lange Nationalstraße 11 zwischen Nigeria und Algerien führt durch Gada Garin Gjadi. Im Ort zweigen die 53,24 Kilometer lange Route 743 nach Gidan Moutoun Daya und die 23,26 Kilometer lange Route 754 nach Guirari ab. Beide Routen sind einfache Landstraßen.